# Listriodon
Il listriodonte (gen. Listriodon) è un suide estinto, vissuto in Europa e in Asia nel corso del Miocene superiore (circa 10 milioni di anni fa).
Di forma e dimensioni simili a quelle di un odierno cinghiale, il listriodonte possedeva però una dentatura particolare, che ricordava quella dei tapiri. Probabilmente queste specializzazioni permettevano all'animale di cibarsi di tipi di piante differenti da quelle che nutrivano altri suidi primitivi, e in questo modo il listriodonte evitava la competizione alimentare. I resti di questo suide sono molto comuni in vari giacimenti europei, in particolare in Francia e Germania. La specie più nota è Listriodon splendens.